# Biotanatologia
Biotanatologia é a ciência da vida, vista através da ótica da morte. Com a Biotanatologia, procura-se dar qualidade de vida para todas as pessoas e não somente para aquelas que estão enfermas.

## Tanatologia
Na década de 1960, a psiquiatra Elizabeth Kubler-Ross, nos Estados Unidos, teve sua atenção despertada para os pacientes portadores de doenças incuráveis e em fase terminal, percebendo que os mesmos ficavam praticamente sem atenção em seus dias finais, já que para a medicina convencional já se haviam esgotado todas as suas possibilidades de terapêutica e cura, para aqueles pacientes.
Dentro do conceito de que o objetivo fundamental da medicina é curar e prolongar a vida, aqueles pacientes representavam o fracasso da ciência médica e não havia porque lhes dar maior atenção além de eventuais medidas paliativas.
O trabalho de Kubler-Ross constituiu-se basicamente em formar grupos desses pacientes terminais, onde eles encontravam espaço para expressar seus medos, suas angústias e todos os seus sentimentos, sem qualquer obstáculo ou limitação.
Em pouco tempo esses grupos cresceram com a participação dos familiares desses pacientes, dos enfermeiros envolvidos com os mesmos e, tardiamente, com alguns poucos médicos que ficaram curiosos e surpreendidos com os resultados obtidos: alguns pacientes deixavam de tomar tranquilizantes e soníferos, outros obtinham até mesmo a melhora de suas moléstias, aumentando o tempo de sobrevida. E o que era mais significativo: a qualidade de vida dessas pessoas se tornava muito superior e a morte, quando sobrevinha, geralmente era isenta de grandes traumas para o paciente e seus familiares.
Esse trabalho, chamado de Tanatologia, foi se espalhando pelos Estados Unidos e pela Europa e hoje existem centenas de centros, nas mais diferentes formas, para esse tipo de atendimento, para o aconselhamento na doença, no sofrimento, nas perdas e no luto.

## Hospice
Um tipo de centro de atendimento mais significativo é aquele denominado Hospice. Inicialmente sediado exclusivamente em hospitais, hoje tem seus pacientes divididos entre os que necessitam permanecer em unidade hospitalar e os que podem ficar em suas próprias casas. São aqueles pacientes já sem qualquer expectativa de cura, com um prognóstico de sobrevida não superior a seis meses. Nesses centros, tanto o paciente como seus familiares recebem tratamento psicotanatológico, fisioterapia, terapia ocupacional, assistência social e conforto religioso conforme suas próprias crenças. Tudo objetivando lhes dar a melhor qualidade de vida, no tempo de vida que ainda tiverem.
Esse tipo de atendimento tem-se revelado muito melhor e muito menos dispendioso do que a permanência indefinida num leito hospitalar. Tanto que até mesmo os grupos de seguro-saúde privados aprovam e até mesmo incentivam a transferência de pacientes terminais para essas unidades.

## Benefícios
Para os familiares de um paciente terminal, a Tanatologia presta um de seus maiores benefícios: antes de ocorrer a morte, prepara-os para esse evento final, para que possam lidar com ele sem maiores traumas. Inclusive prepara-os para assumir uma possível doação de órgãos e tecidos, tão importante nos dias atuais.
Depois da morte, através de grupos de luto ou em atendimentos individuais, ajuda aos familiares a superarem a perda, trabalhando o luto que geralmente é mais intenso em torno do terceiro mês após a morte, agravando-se novamente no primeiro aniversário do evento tanático, assim como em datas especiais: natal, páscoa, aniversário natalício, etc.
Todo atendimento deve ter início o mais breve possível, tão logo se estabeleça um diagnóstico definitivo de uma moléstia grave, provavelmente mortal.

## Psicotanatologia
Contudo, a Tanatologia não ficou somente nesse campo da morte explícita. Com os conhecimentos obtidos no relacionamento com as pessoas diante da morte - a perda maior que podemos ter nesta vida - aprendeu a trabalhar mais objetivamente com todas as perdas que afligem o ser humano, especialmente nesses dias tão conturbados. Perdas de relacionamento por uma separação, um divórcio, perda de cargos e títulos e a perspectiva de uma perda futura, de algum ente querido, podem trazer grande sofrimento para as pessoas. Para eles, a Psicotanatologia, viés psicoterapêutico da Tanatologia, proporciona meios bastante eficientes e rápidos para ajudá-los nesses momentos.
Mas, a Tanatologia foi se expandindo e hoje tem um alcance ainda maior, procurando dar pistas e caminhos para as pessoas aprenderem a viver melhor, a ter uma melhor qualidade de vida. E esta sua função surgiu exatamente do aprendizado obtido com as pessoas que estavam diante da morte, de uma forma bastante concreta. Em outras palavras, era a morte ensinando a viver.
Com isso, o termo Tanatologia passou a ficar muito restrito às questões diretamente ligadas à morte e assim procuramos lhe dar um outro nome, agora bem mais abrangente: Biotanatologia. Ou seja, tornou-se ciência da vida, vista através da ótica da morte.
A Tanatologia, contudo não perde o seu espaço, continuando o seu trabalho com paciente graves, sem possibilidades terapêuticas – o chamado “doente terminal” - e também com seus familiares. Mas os desdobramentos deste trabalho ficam melhor explicitados com o termo Biotanatologia.

## No Brasil
Em 1978, foi iniciado em Belo Horizonte, no Rio de Janeiro, todo um trabalho. Sendo que em São Paulo no ano de 1981. De Belo Horizonte saiu o primeiro trabalho científico nessa área, bem como os primeiros livros nacionais de Tanatologia, escritos pelo pioneiro em Minas Gerais e um dos primeiros no país, Dr. Evaldo D´Assumpção, cirurgião plástico e biotanatólogo, fundador e primeiro Presidente da Abratan-Associação Brasileira de Tanatologia, que teve alguns anos de duração, dissolvendo-se em seguida, e da Sotamig -Sociedade de Tanatologia de Minas Gerais, departamento científico de Tanatologia da Associação Médica de Minas Gerais, que hoje é o principal representante desta atividade no Estado. Não podemos deixar de citar outra pioneira no assunto... Wilma da Costa Torres (1997), que apresentou as primeiras obras sobre tanatologia no Brasil citando várias obras, dissertações e teses que envolvem aspectos mais teóricos com os temas: luto, suicídio, pacientes em estágios ditos terminais, formação do profissional de saúde entre outros. Wilma Torres foi a primeira psicóloga brasileira que se dedicou à sistematização dos estudos na área da tanatologia no Brasil, chegando a criar o ISOP, um acervo de dados bibliográficos sobre o tema. O ISOP, ou seja, a equipe de psicólogos do ISOP coordenou em 1980 o primeiro “Seminário sobre Psicologia e a Morte”, que gerou o livro Psicologia e a Morte editado em 1983.
Em 1984 foi realizado em Minas Gerais o “I Congresso Internacional de Tanatologia e Prevenção de Suicídio”, que levou a publicação do livro Morte, suicídio: uma abordagem multidisciplinar, obra organizada ppr Evaldo D’Assumpção.
Em 1987 ocorre o “Segundo Congresso de Tanatologia e Prevenção do Suicídio” no Rio de Janeiro, começando então a surgir um número ainda maior de publicações sobre o tema. Surgem então publicações de autores brasileiros: Torres et all (1983), Rodrigues (1983), Cassorla (1984, 1991), D’assumpção (1984), Maranhão (1985), Kovács (1992), entre outros.
Na década de 1980, Wilma torres cria o programa pioneiro “Estudos e Pesquisas em Tanatologia” no ISOP. Em 1981 houve a criação da primeira pós-graduação lato sensu na área da tanatologia que ocorreu com o ISOP e em seguida, com o fechamento deste, pela UFRJ.
Em 2003 é criada no Ceará, a Rede Nacional de Tanatologia (RNT) coordenado pelo psicólogo Aroldo Escudeiro que vem com a proposta de uma maior divulgação do tema e maior integração de profissionais da área de saúde através do sitio da Rede e o desenvolvimento profissional com os cursos de Introdução ao Estudo do luto, Formação em Tanatologia e Pós-graduação lato sensu em Tanatologia. O sitio oferece ainda, uma área, onde são apresentadas dicas de bibliografia, pesquisas, literatura e vídeo.
No ano de 2010 sabemos de quatro Especializações em Tanatologia, uma oferecida pela Rede Nacional de Tanatologia, uma presencial, e outras, uma no Rio de Janeiro e em Minas Gerais. Não se pode deixar de assinalar o Instituto Quatro Estações, sediado em São Paulo, e que foi criado pela psicóloga Maria Helena Pereira Franco, também uma das pioneiras no Brasil deste trabalho. Com alguns livros publicados, periodicamente administra cursos e recebe profissionais para formação nesta área. Em 1999 a Dra. Maria Helena participou, juntamente com o Dr. Evaldo D´Assumpção, da 21st. Annual Conference of the Association for Death Education and Counceling (ADEC), em San Antonio, Texas, EUA, ocasião em que se filiaram à ADEC, sendo os primeiros brasileiros a participarem desta associação.
Ao contrário do pensamento clássico de muito médicos, a adequada e franca relação entre médico, paciente e familiares do paciente, no caso de uma doença terminal, é extremamente benéfica para todos e até mesmo para a evolução da doença. A questão é, mais do que quando,  saber como abrir os espaços e manter os canais de comunicação com pacientes e familiares no que diz respeito a inexorabilidade da morte, as condições de evolução do processo e o que poderá ser feito em todo esse período - e após a morte - para que tal processo possa ser o menos traumático, menos doloroso e isento de seqüelas emocionais para os que ficam.
Para isso, somente profissionais qualificados para esse trabalho podem efetivamente ajudar, sem atrapalhar.
Também como corolário desse trabalho, vem a humanização dos Centros e Unidades de terapia intensiva, hoje tão discutida e muitas vezes tão pouco compreendida.
Com a Tanatologia procura-se mudar o paradigma médico: “lutar contra a morte e prolongar a vida”  para o seu verdadeiro sentido: “dar qualidade de vida, independentemente do tempo de vida que ainda houver”.